# Parafia św. Anny w Bielsku-Białej
Parafia Świętej Anny w Bielsku-Białej – parafia Kościoła Polskokatolickiego w RP, położona w dekanacie krakowskim diecezji krakowsko-częstochowskiej. Wierni mieszkają w Bielsku-Białej, Jaworzu, Wilkowicach oraz Łodygowicach.  Msze św. sprawowane są w środę o godz. 18:00 i w niedzielę o godz. 9.30.
Parafia polskokatolicka pw. Św. Anny w Bielsku-Białej została założona na początku lat 60. XX wieku. W maju 1961 do naczelnych władz Kościoła Polskokatolickiego wpłynęło pismo z prośbą o utworzenie parafii tego Kościoła w Bielsku-Białej. Parafię erygował bp Maksymilian Rode, a w listopadzie 1962 dokonał poświęcenia przyznanej parafii, kaplicy zamkowej. Równocześnie w mieście pojawiły się ostrzegające przed polskokatolicyzmem ulotki.  W 1965 wspólnota liczyła 510 wiernych i 350 sympatyków, obecnie jest ona niewielka, ale bardzo aktywna w środowisku miejskim. W latach 80. polskokatolicy musieli opuścić kaplicę zamkową i przystąpili do budowy własnego kościoła, jednak ze względu na brak środków finansowych, udało się tylko postawić budynek plebanii, w którym urządzono kaplicę.
W 1998 w kaplicy rekolekcje wygłosił ksiądz rzymskokatolicki, co było znakiem ocieplenia stosunków z miejscowym Kościołem rzymskokatolickim.
W 2006 parafia liczyła około 250 wiernych.
Pierwszym proboszczem parafii był ks. Benedykt Sęk, jego następcą został ks. Zygmunt Pinkowski. W latach 1971–2010 pracował tutaj ks. inf. Henryk Buszka, jego pogrzeb odbył się 27 września 2010. Uroczystościom pogrzebowym przewodniczył Bp prof. dr hab. Wiktor Wysoczański – Zwierzchnik Kościoła Polskokatolickiego w RP. Od października 2010 proboszczem w Bielsku-Białej jest ks. dr Jerzy Bajorek.